# Calcarsynotaxus longipes
Espèce
Calcarsynotaxus longipes est une espèce d'araignées aranéomorphes de la famille des Physoglenidae.

## Distribution
Cette espèce est endémique du Queensland en Australie.

## Publication originale
- Wunderlich, 1995 : Description of the new genus Calcarsynotaxus from Australia (Arachnida: Araneae: Synotaxidae). Beiträge zur Araneologie, vol. 4, p. 539-542.